# Anjar
Anjar (em árabe: عنجر; em armênio/arménio: Անճար), também conhecida como Hauxe Muça (em árabe: حوش موسى), é uma cidade do Líbano localizada no vale do Beca. A sua população e de 2.400 habitantes quase toda de origem arménia. Foi construída como uma praça-forte pelo califa omíada Ualide I, no século VIII, com o nome de Gerra, tendo sido mais tarde abandonada, deixando um grande número de ruínas bem conservadas, que foram inscritas pela UNESCO, em 1984 na lista do Património Mundial. O seu nome actual deriva do árabe Aim Gerra, ou "fonte de Gerra".

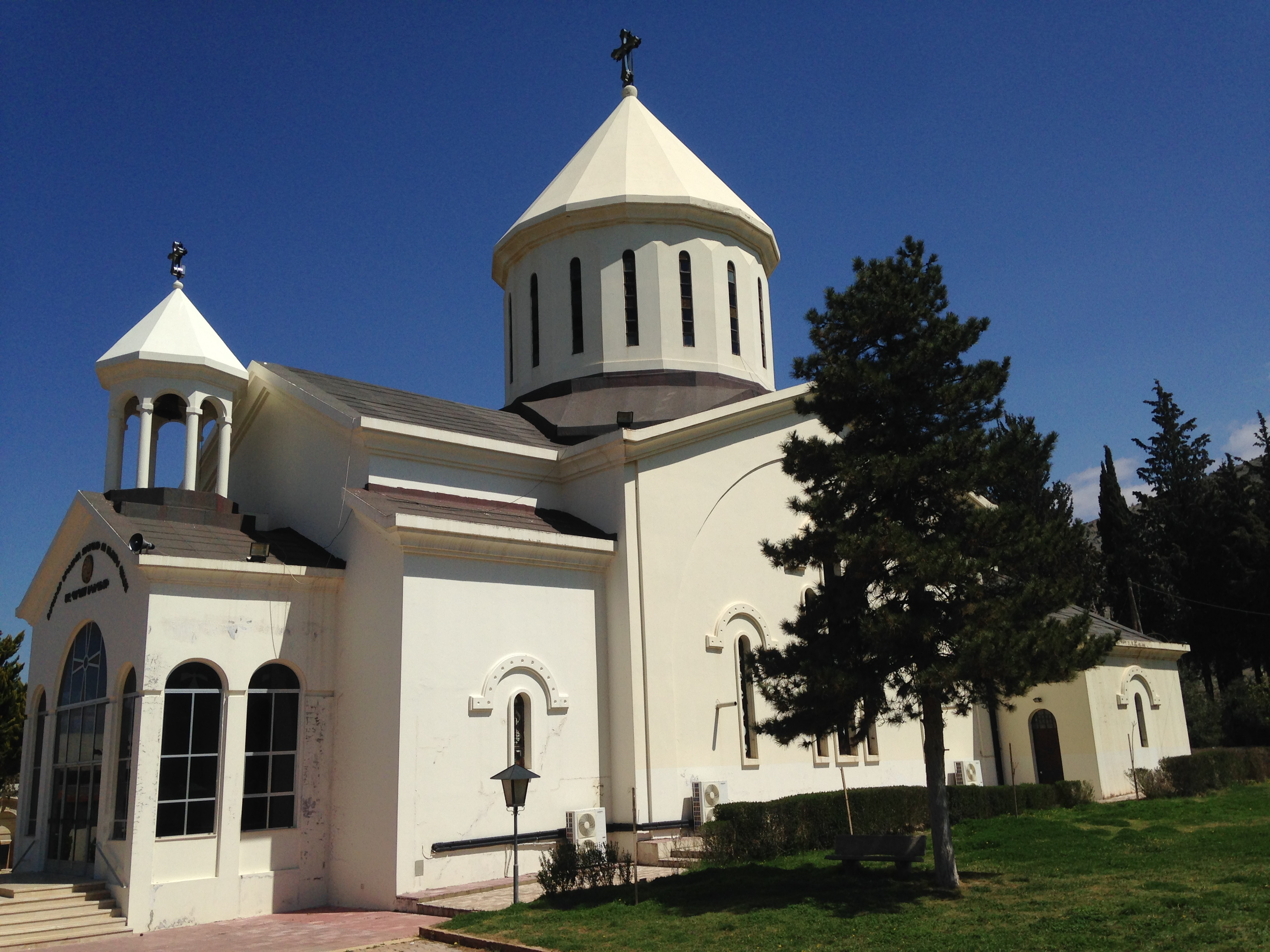
A igreja arménia de Anjar
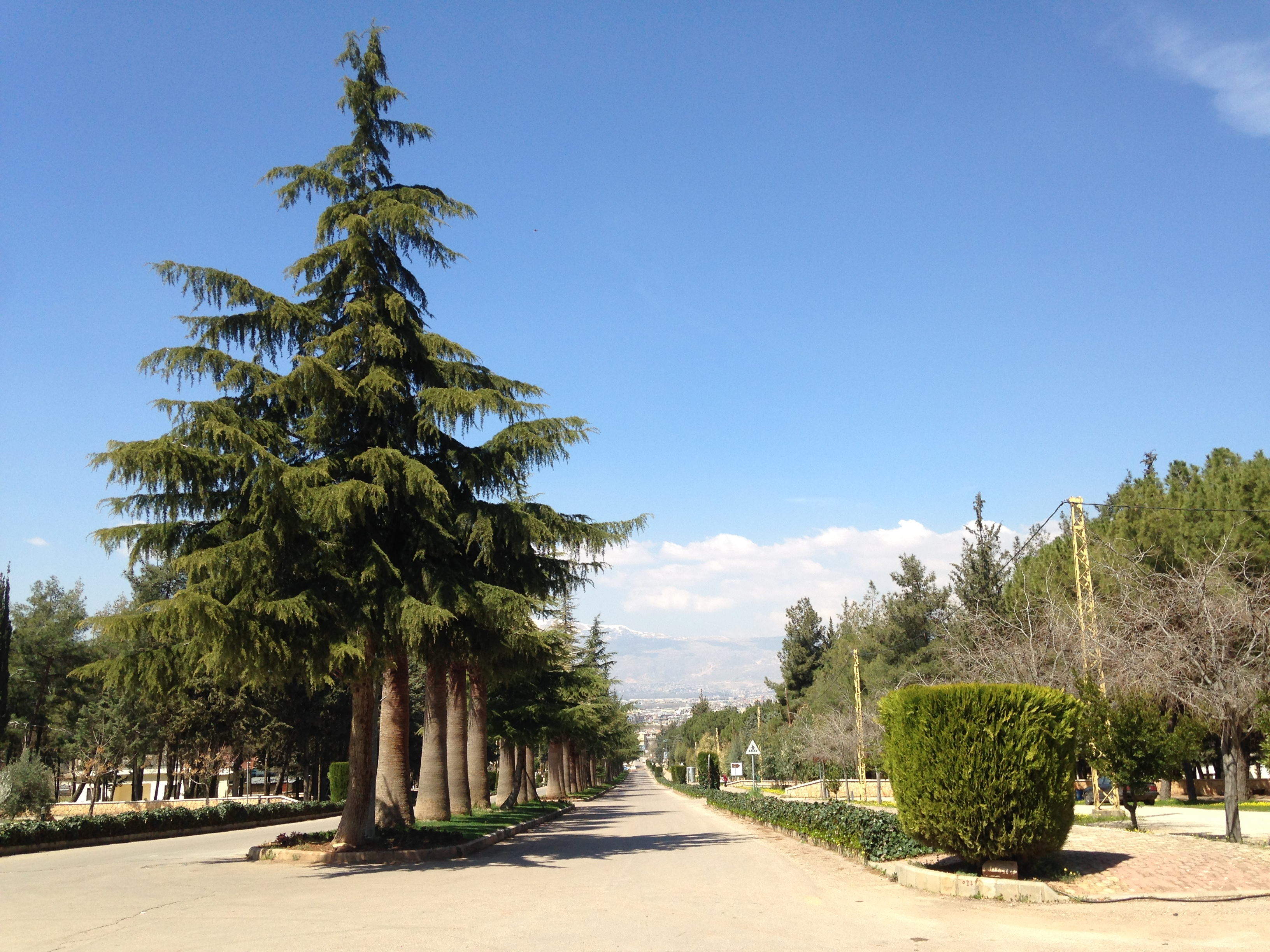
A rua principal de Anjar